# St. Valentin (Reutern)

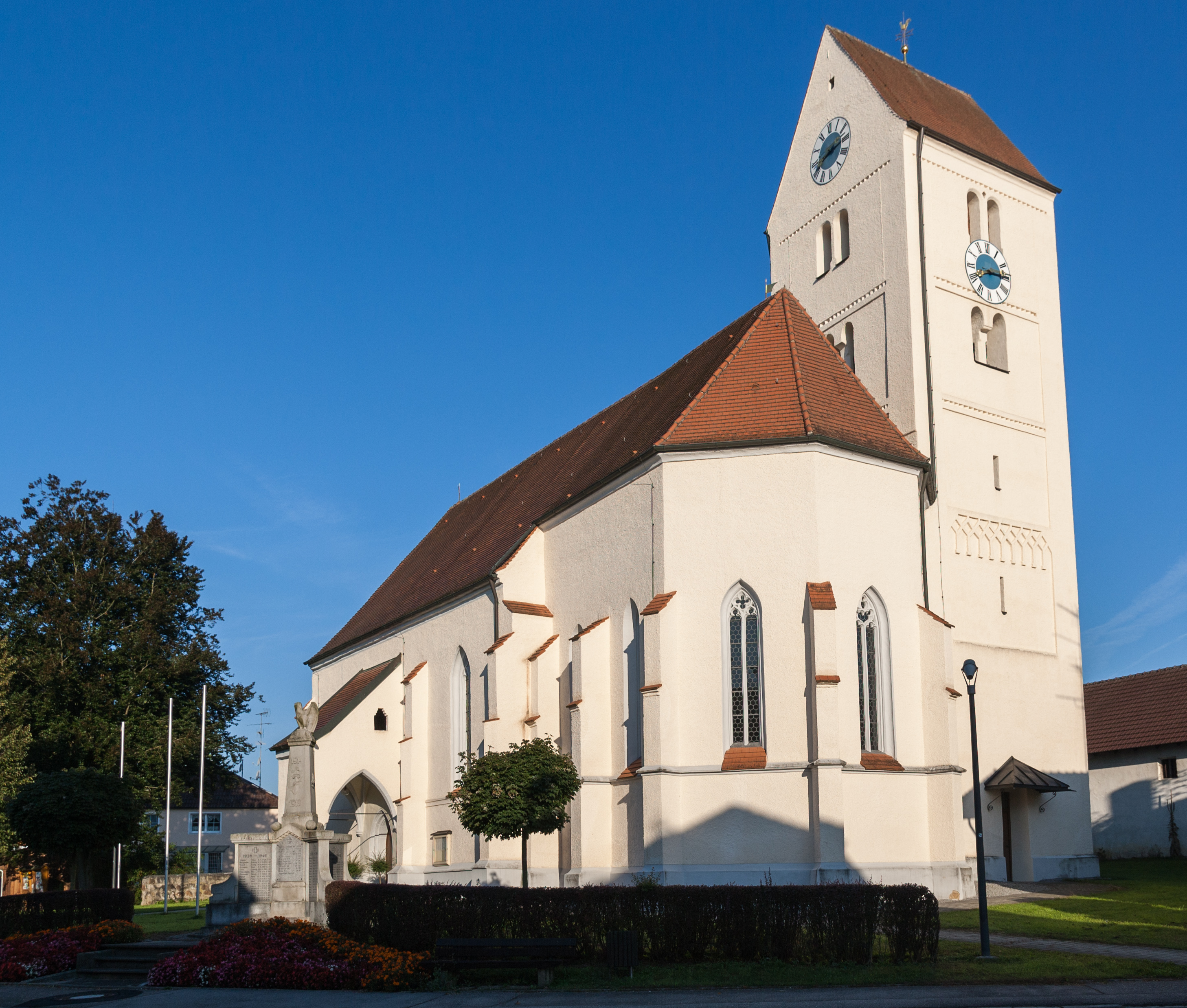
Die St.-Valentin-Kirche von Osten (2012)

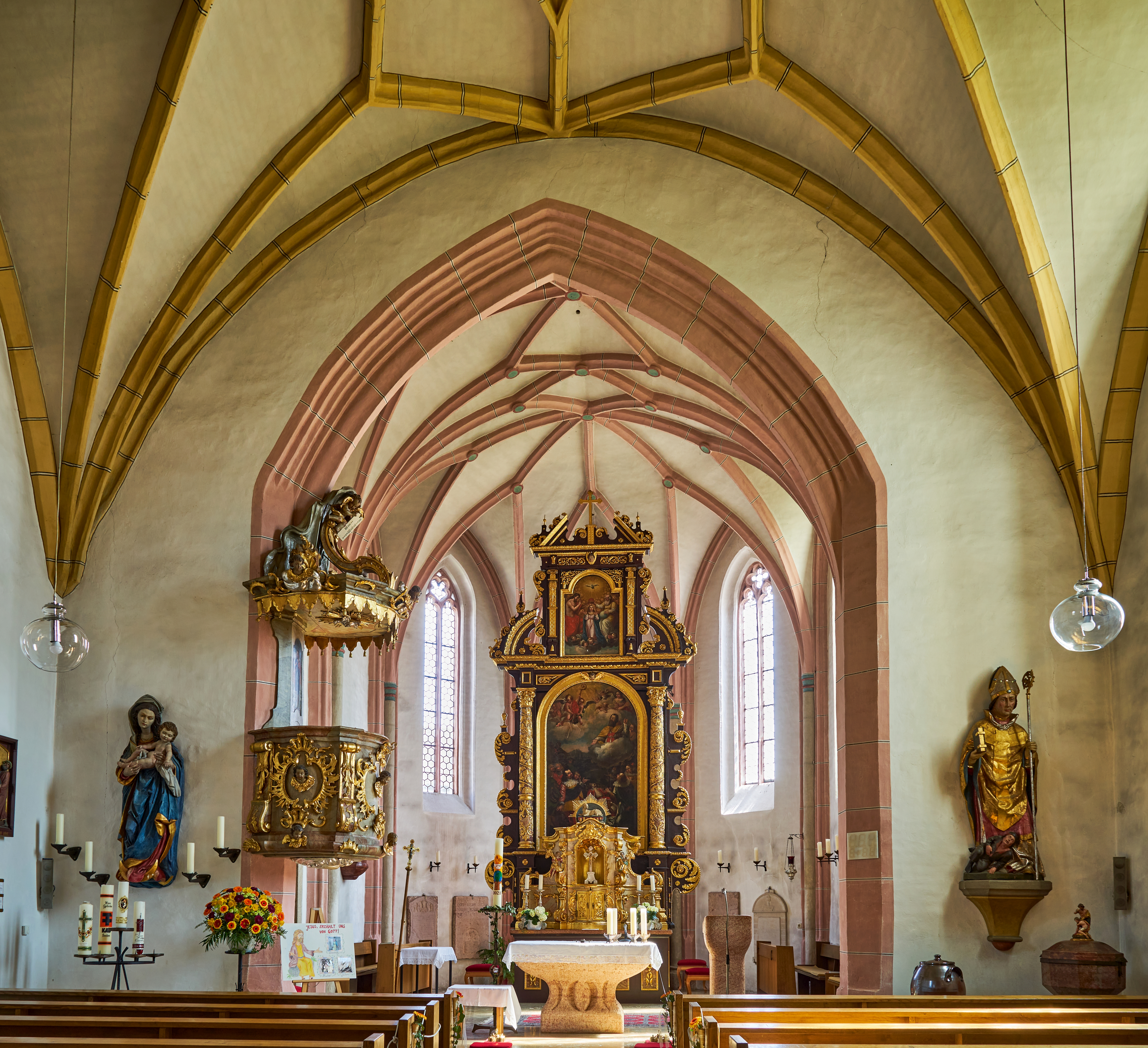
Chor erbaut um 1450/60

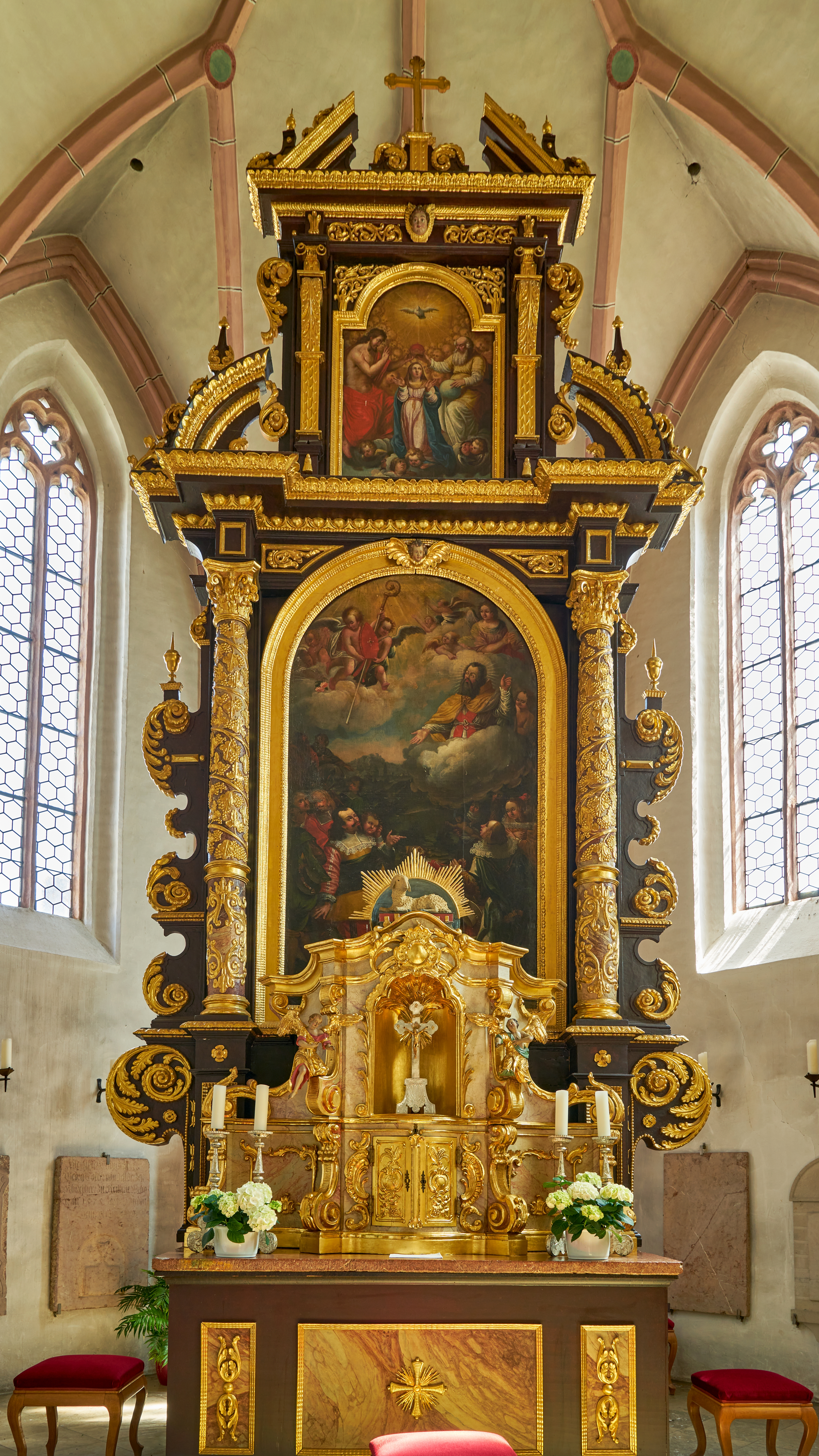
Hochaltar

St. Valentin ist eine römisch-katholische Kirche in Reutern, einem Stadtteil von Bad Griesbach. In den ältesten Teilen wurde sie um 1250 erbaut. Sie ist die Pfarrkirche der gleichnamigen Pfarrgemeinde, die zusammen mit den Pfarreien Heilige Familie (Bad Griesbach), Heilige Dreifaltigkeit (St. Salvator), St. Mariä Himmelfahrt (Karpfham) und St. Johannes der Täufer (Weng) den Pfarrverband Bad Griesbach im Dekanat Pocking (Bistum Passau) bildet. Die Kirche wurde unter Nr. D-2-75-124-135 in die Liste der Baudenkmäler in Bayern aufgenommen.

## Geschichte
Der Ort Reutern wurde zwischen 1094 und 1097 erstmals erwähnt, eine Pfarrei bestand dort mindestens seit dem 12. Jahrhundert. Die Pfarrei war zunächst dem Passauer Domkapitel inkorporiert, das als juristische Person der eigentliche Pfarrer war. Die Seelsorge in der Pfarrei leistete ein vom Domkapitel bestellter und besoldeter Seelsorger. Um 1170 wurde ein Pleban als Seelsorger in Reutern erwähnt.
Zu Beginn des 19. Jahrhunderts wurde Reutern selbständige Pfarrei und direkt dem Bischof von Passau unterstellt. Heute zählt sie etwa 580 Katholiken.

## Bau und Ausstattung
Der Turm der St.-Valentins-Kirche im romanisch-frühgotischen Übergangsstil mit Satteldach entstand um 1250 und gilt als das älteste ganz erhaltene Gebäude im Raum Bad Griesbach. Der Chor im Osten des Gebäudes wurde als typisches Werk spätgotischer Kirchenbaukunst der Passauer Bauschule um 1450/60 erbaut. Kennzeichen dafür sind die „Sechsrautensterne“ in der Gewölbestruktur und die reiche Gliederung des oberen Teils der Chorbögen sowie die Rundstabeinfassung der inneren Wandpfeiler.  Das Kirchenschiff wurde wahrscheinlich nach 1500 errichtet. Außergewöhnlich ist, dass die Spitzbögen des Gewölbes sich nicht rund aus den Geraden fortsetzen, sondern abrupt mit einem Winkel.
Hochaltar und Kanzel entstammen dem 17./18. Jahrhundert und sind im Stil des Barock und des Rokoko gestaltet. Das Altarretabel zeigt den Kirchenpatron Valentin von Rätien, den 475 gestorbenen Bischof von Passau, bei der Heilung von Epileptikern. Der heilige Valentin ist auch in einer um 1490 geschaffenen Holzskulptur dargestellt, die in der Kirche aufgestellt ist. Eine Sakristei wurde 1900 angebaut. 2002/2003 erfolgte eine gründliche Außenrenovierung der Kirche, die 200 Sitzplätze hat.